# Малый рыбец
Малый рыбец (лат. Vimba vimba tenella) — подвид лучепёрых рыб вида рыбцов из семейства карповых.
В отличие от остальных представителей вида Рыбец, обычно длиной 24—26 см, длина тела малого рыбца не превышает 18,8 см, и число лучей в анальном плавнике меньше. Тело слегка сжато с боков. Масса до 100 грамм. Окрас серебристо-белый, на спине тёмно-серый, вплоть до почти чёрного.
Ареал — реки Черноморского бассейна. В России встречается в Краснодарском крае.
Местообитание — придонный слой воды. Питается ракообразными, моллюсками, донными личинками насекомых.
Численность и ареал сокращаются. В Красной книге Краснодарского края имеет статус 1Б: «Находящийся под угрозой исчезновения».